# Jharia Khas
Jharia Khas è una suddivisione dell'India, classificata come census town, di 19.808 abitanti, situata nel distretto di Dhanbad, nello stato federato del Jharkhand. In base al numero di abitanti la città rientra nella classe IV (da 10.000 a 19.999 persone).

## Geografia fisica
La città è situata a 23° 44' 20 N e 86° 25' 54 E.

## Società

### Evoluzione demografica
Al censimento del 2001 la popolazione di Jharia Khas assommava a 19.808 persone, delle quali 10.878 maschi e 8.930 femmine. I bambini di età inferiore o uguale ai sei anni assommavano a 3.311, dei quali 1.707 maschi e 1.604 femmine. Infine, coloro che erano in grado di saper almeno leggere e scrivere erano 10.776, dei quali 6.937 maschi e 3.839 femmine.